# Michał Łukasiak
Michał Łukasiak (ur. 7 marca 1984) – polski lekkoatleta, skoczek w dal.
Zawodnik AZS-AWF Warszawa był mistrzem Polski w różnych kategoriach wiekowych, w tym m.in. Mistrzem Polski Seniorów (Bydgoszcz 2004).

## Rekordy życiowe
- skok w dal - 7.94 m (21 maja 2005 Poznań)
- skok w dal (hala) – 7.83 m (7 lutego 2004 Spała)